# G.729.1
G.729.1은 G.729, G.729 Annex A, G.729 Annex B와의 상호 운영성을 지닌 음성 및 오디오 코덱이다. 공식적인 명칭은 'G.729 기반의 가변 비트레이트가 내장된 코덱'(G.729-based embedded variable bit rate codec: An 8-32 kbit/s scalable wideband coder bitstream interoperable with G.729.)이다.
이 코덱은 ITU-T G.729 음성 부호화 표준보다 더 좋은 품질과 더 높은 유연성을 제공한다. G.729.1은 비트레이트, 어쿠스틱 대역폭과 복잡도를 조절할 수 있다. 또한 G.729의 8에서 16 kHz 인풋/아웃풋 샘플링 주파수를 포함한 다양한 인코더와 디코더 모드를 지원한다.

## 같이 보기
- 코덱